# Fanart

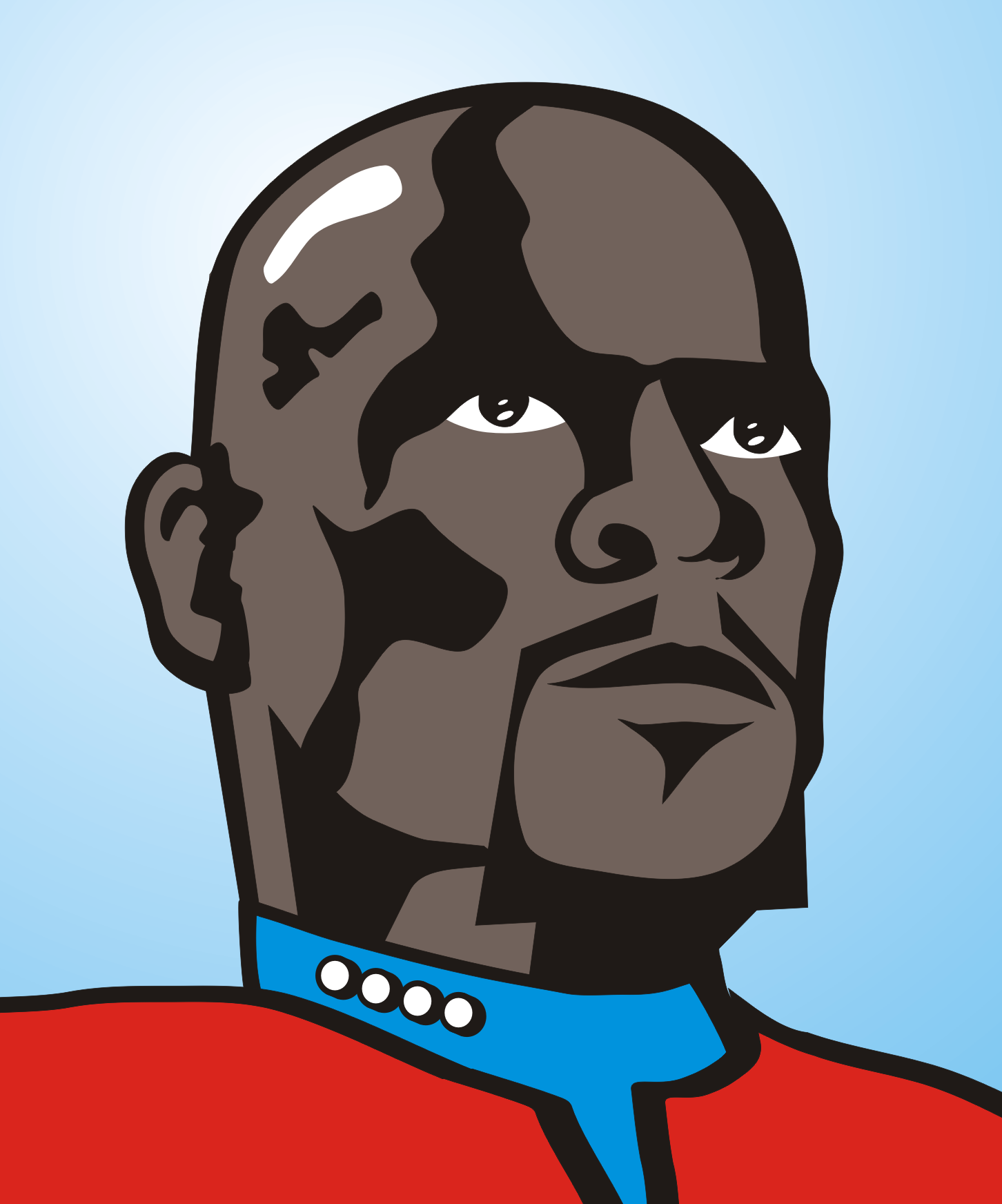
Fanart som föreställer Benjamin Sisko från Star Trek

Fan art, fankonst, är en bild skapad av en fan, en person som gjort en egen version av en fiktiv figur från till exempel en serietidning, film, TV-serie eller ett datorspel.

## Bakgrund
Det räknas inte som fanart om man tagit betalt för arbetet eller om det är ett stort professionellt arbete. Bilden ritas av någon som gör en egen version av figuren, oftast lik originalet, men den kan också vara annorlunda jämfört med den ursprungliga. Till exempel kan figurerna göra saker de aldrig brukar göra, som att Musse Pigg och Kalle Anka medverkar i en parodi på filmen Matrix. Ett annat exempel på fanart är en crossover som syftar på att figurer från olika skapare möts, till exempel Snobben och Katten Gustaf fiskar vid en sjö.